# Argobe
Argobe, região de Basã conquistada por Israel enquanto ainda se encontrava ao leste do rio Jordão, tornando-se território da tribo de Manassés. Provavelmente foi sede do reino de Ogue e é descrita como tendo 60 cidades fortificadas, além de muitas cidades rurais. Era conhecida também como a "terra dos refains", ou terra de gigantes.
Argobe encontrava-se ao leste do mar da Galileia. No tempo do Rei Salomão, Argobe fazia parte dum dos 12 distritos colocados sob prepostos responsáveis por prover alimentos à casa real.